# 有田南インターチェンジ
有田南インターチェンジ（ありだみなみインターチェンジ）は、和歌山県有田郡有田川町天満にある湯浅御坊道路のインターチェンジ（IC）である。
白浜方面のみ出入り可能なハーフICである。大阪方面への出入りは阪和自動車道の有田ICを利用する。
有田川町や有田市の最寄りICである。

## 接続する道路
- E42 湯浅御坊道路（26番）
- 有田川町道土生池線[1]

## 歴史
1994年に部分開通した湯浅御坊道路に「吉備南インターチェンジ」として開設された。設置区間が開通した7月時点では工事中のため未供用で、12月になって供用開始となった。
2007年11月に、吉備南インターチェンジから「有田南インターチェンジ」に改称された。これは2006年1月に吉備町外2町が合併して有田川町が発足したことを機に、有田みかんで知られる「有田」への名称変更を地元が要望したことによる。この裏では名称変更を要望する有田市長らと西日本高速道路（NEXCO西日本）の石田孝会長との間を自由民主党の二階俊博総務会長が仲立ちしている。NEXCO西日本は地元自治体との協議会や利用者アンケートを行った上で名称変更を行った。吉備南ICと吉備ICの2ICの名称変更でNEXCO西日本は約6000万円を負担している。
4車線化工事に伴って入口ランプを新設した。既存のランプからの切り替えに際して2019年（令和元年）12月1日から2020年3月1日まで3か月に亘って下り線（白浜方面）入口が終日閉鎖された。4車線化工事は2021年12月に完成した。

### 年表
- 1994年（平成6年）
  - 7月11日 : 湯浅御坊道路吉備IC - 広川IC間開通[1]。
  - 12月21日：吉備南インターチェンジとして供用開始[2]。
- 2007年（平成19年）11月3日 : 名称を有田南インターチェンジに変更[3]。
- 2021年（令和3年）12月18日：阪和自動車道・湯浅御坊道路の有田IC - 印南IC間の4車線化工事が完成[7]。

## 周辺
- 藤並駅（JR西日本紀勢本線）
- 有田川町立藤並小学校
- 有田川町役場吉備庁舎
- 有田川町地域交流センター「ALEC」
- 鷲ヶ峰コスモスパーク

## 料金所

### 入口
- レーン数：2
  - ETC専用：1
  - 一般：1

### 出口
- レーン数：2
  - ETC専用：1
  - 一般：1

## 隣
E42 湯浅御坊道路
(25)有田IC - (26)有田南IC - 吉備湯浅PA - (27)湯浅IC